# Sophia Oboshie Doku
Sophia Oboshie Doku foi uma política ganense e uma das primeiras parlamentares no Primeiro Parlamento da Primeira República do Gana sob o primeiro presidente do Gana, o Dr. Kwame Nkrumah.

## Política
Doku foi uma ativista política que atuou em várias funções e uma das ativistas da luta pela independência.